# Sparklehorse
Sparklehorse fue una banda de indie rock estadounidense de Richmond, Virginia, dirigida por el cantante y multiinstrumentista Mark Linkous. Estuvo activa desde 1995 hasta la muerte de Linkous en 2010. Antes de formar Sparklehorse, Linkous lideró las bandas locales Johnson Family y Salt Chunk Mary. Sólo la canción "Someday I Will Treat You Good", sobrevivió de estas bandas anteriores para ser interpretada por Sparklehorse. Linkous dijo que eligió el nombre Sparklehorse porque las dos palabras sonaban bien juntas y podrían ser una metáfora vaga de una motocicleta. En sus inicios, los miembros de Sparklehorse incluían a Paul Watson (banjo, corneta, guitarra lap steel y guitarra eléctrica), Scott Minor (batería, órgano de acordes, banjo), Johnny Hott (órgano Wurlitzer, percusión, coros) y Scot Fitzsimmons (contrabajo).

## Estilo musical
Joe Tangari, editor de la publicación musical Pitchfork, describió las canciones de Linkous como
«desafiantemente surrealistas... con todo tipo de referencias a bebés sonrientes, música de organo, pájaros y cuerpos celestiales.... De hecho, algunas de sus letras son tan surreales que es difícil imaginar que son metáforas de algo». Muchas de estas referencias son literarias o de una variedad de fuentes musicales roqueras.

## En la cultura popular
- En el año 2015, la canción "Piano Fire" fue incluida en la banda sonora del videojuego Life Is Strange.

## Discografía

### Álbumes
- Vivadixiesubmarinetransmissionplot (agosto de 1995, UK #58)
- Good Morning Spider (octubre de 1998, UK #30)
- It's a Wonderful Life (junio de 2001, UK #49)
- Dreamt for Light Years in the Belly of a Mountain (25 de septiembre de 2006, US Heatseekers #11, UK #60)
- Dark Night Of The Soul con Danger Mouse (2010)
- In The Fishtank con Fennesz
- Bird Machine (9 de septiembre de 2023)

### Sencillos y EP
- Chords I've Known EP (abril de 1995)
- "Spirit Ditch" / "Waiting for Nothing" (1995)
- "Hammering the Cramps" / "Too Late" (1995)
- "Someday I Will Treat You Good" / "Rainmaker" (febrero de 1996)
- "Someday I Will Treat You Good" / "London" (febrero de 1996, UK issue)
- "Hammering the Cramps" / "Spirit Ditch" (abril 1996)
- "Rainmaker" / "I Almost Lost My Mind" (agosto de 1996, UK #61)
- "Come On In" / "Blind Rabbit Choir" (febrero de 1998)
- "Painbirds" / "Maria's Little Elbows" (julio de 1998)
- "Sick of Goodbyes" / "Good Morning Spider (session version)" (octubre de 1998, UK #57)
- Distorted Ghost EP (julio de 2000)
- Chest Full of Dying Hawks ('95-'01) (USA promo) (2001)
- "Gold Day" / "Heloise" / "Devil's New" / Maxine" (julio de 2001)
- "Ghost in the Sky" 7" and CD (11 septiembre de 2006)
- "Don't Take My Sunshine Away" 7" (18 septiembre de 2006)
- "Knives of Summertime" 7" (18 septiembre de 2006)